# Sân bay quốc tế Cape Town
Sân bay quốc tế Cape Town (CTIA) (IATA: CPT, ICAO: FACT) là một sân bay ở Cape Town, Nam Phi. Đây là trung tâm hoạt động của hãng hàng không South African Airways. Sân bay quốc tế Cape Town là sân bay lớn thứ nhì ở Nam Phi, sau Sân bay quốc tế Johannesburg, lớn thứ 3 ở châu Phi và là cửa ngõ chính cho vận chuyển du khách. Cho đến giữa thập niên 1990, sân bay này đã được đặt tên là Sân bay DF theo tên của thủ tướng Daniel François Malan.
Sân bay có các tuyến bay thẳng từ hai khu vực đô thị lớn của Nam Phi là Johannesburg và Durban, cũng như các chuyến bay đến các trung tâm nhỏ hơn ở Nam Phi. Về quốc tế, nó có các chuyến bay thẳng với châu Phi, châu Âu và châu Á. Đường bay giữa Thành phố Cape Town và Johannesburg là đường bay bận rộn thứ chín thế giới trong năm 2011 với ước tính 4,5 triệu hành khách.

## Các nhà ga hàng không
CTIA có năm nhà ga:
- Đến quốc tế
- Đi quốc tế
- Đến nội địa
- Đi nội địa trên các chuyến bay của South African Airways
- Đi nội địa trên các chuyến bay các hãng khác

Các nhà ga được bố trí thành một đường thẳng dọc theo một đường đơn, có thể đi bộ dễ dàng từ ga này qua ga khác. Chỉ có nhà ga quốc tế gần đây mới có trang bị ống lồng dẫn khách ra máy bay. Sân bay đang trải qua thời kỳ thay đổi nhanh chóng do du khách và khách du lịch tăng nhanh để chuẩn bị cho FIFA 2010 World Cup.

## Số liệu thống kê
Năm 2004, CTIA phục vụ 6.018.044 khách passengers (tăng 12,9% so với 2003), và 92.315 số lượt chuyến.

## Các hãng hàng không và các điểm đến
Các hãng sau có chuyến bay theo lịch đến sân bay này:
- 1Time (Durban, East London, Johannesburg)
- Air Botswana (Gaborone, Maun)
- Air Mauritius (Port Louis)
- Air Namibia (Luderitz, Oranjemund, Walvis Bay, Windhoek-Eros, Windhoek-Hosea Kutako)
- British Airways (London-Heathrow)
  - Comair (Durban, Johannesburg)
- Delta Air Lines (Dakar, New York-JFK) (từ 04.06.08)
- Emirates Airline (Dubai)
- Kulula.com (Durban, George, Johannesburg, Lanseria, Port Elizabeth)
- KLM Royal Dutch Airlines (Amsterdam)
- LTU International (Düsseldorf, Munich)
- Lufthansa (Frankfurt)
- Malaysia Airlines (Buenos Aires-Ezeiza, Kuala Lumpur)
- Mango (Durban, Johannesburg)
- Nationwide Airlines (Durban, Johannesburg, Kruger-Mpumalanga Int'l, Port Elizabeth)
- Qatar Airways (Doha)
- Singapore Airlines (Johannesburg, Singapore)
- South African Airways (Durban, Frankfurt, Johannesburg, London-Heathrow)
  - South African Airlink (George, Kimberley, Nelspruit, Upington)
  - South African Express (Bloemfontein, East London, Gaborone, Maputo, Port Elizabeth, Walvis Bay, Windhoek-Hose Kutako)
- Turkish Airlines (Istanbul-Atatürk)
- Virgin Atlantic Airways (London-Heathrow)

## Đầu tư phát triển
CTIA đang được đầu tư nâng cấp với tổng kinh phí R1,3 tỷ để có công suất phục vụ 14 triệu người năm 2015. Nhà ga quốc tế mới đã hoàn thành với một trong hai chỗ đỗ xe hai tầng đã hoạt động gần nhà ga quốc nội. Nhà thứ hai sẽ bắt đầu xây tháng 4/2007 và sẽ nằm đối diện nhà ga quốc tế và có thể cấp 2500 chỗ đậu xe.

## Quản lý
CTIA được quản lý bởi Công ty sân bay Nam Phi (ACSA), là công ty quản lý tất cả các sân bay lớn của Nam Phí. Trước khi có công ty này, tất cả sân bay do Nhà nước quản lý. Bộ giao thông vẫn là một cổ đông chính của ACSA.